# Céline Sciamma
Céline Sciamma (Pontoise, 12 novembre 1978) è una regista e sceneggiatrice francese.
Con Ritratto della giovane in fiamme ha vinto il Prix du scénario al Festival di Cannes 2019.

## Biografia
Céline Sciamma è nata a Pontoise il 12 novembre 1978. Dopo aver conseguito la laurea magistrale in letteratura francese, frequenta la scuola parigina di cinema La Fémis, dove si diploma in sceneggiatura. 
Dopo aver collaborato alla sceneggiatura di due cortometraggi, Les Premières communions (2004) e Cache ta Joie (2006), entrambi diretti da Jean-Baptiste de Laubier, debutta alla regia nel 2007 con il lungometraggio Naissance des pieuvres, scritto quando ancora frequentava La Fémis, e conosciuto a livello internazionale con il titolo inglese Water Lilies. Presentato nella sezione Un Certain Regard al 60º Festival di Cannes, il film si è aggiudicato il Premio Louis-Delluc per la migliore opera prima, il Prix de la Jeunesse al Festival du film de Cabourg, ed è stato candidato per la migliore opera prima ai Premi César 2008. Sul set del film inoltre, Sciamma conosce la futura compagna Adèle Haenel, giovane attrice alla seconda interpretazione della sua carriera.
Nel 2010 collabora alla sceneggiatura di Ivory Tower e dirige Pauline, uno dei cortometraggi della campagna 5 cours metrages contre l'omophobie. Nel finale del corto appare brevemente Haenel. 
Nel 2011 vince il Teddy Award al Festival internazionale del cinema di Berlino, il premio Ottavio Mai, il premio del pubblico e il premio come miglior film al Torino GLBT Film Festival per il suo secondo lungometraggio Tomboy, mentre l'anno successivo collabora alla sceneggiatura di Les Revenants, serie televisiva di Canal+.
Nel 2014 dirige il suo terzo lungometraggio Diamante nero, fra i finalisti del Premio LUX. Per la realizzazione del film, Sciamma si affidò ad un cast composto da attrici non professioniste. La pellicola chiude la cosiddetta Trilogia della giovinezza, iniziata con Water Lilies e proseguita con Tomboy.
Nel 2016 cura la sceneggiatura di due film: Quando hai 17 anni di André Théchiné e del film d'animazione in stop-motion La mia vita da Zucchina, quest'ultimo candidato all'Oscar al miglior film d'animazione ai Premi Oscar 2017.
Nel 2019 vince il Prix du scénario al 72º Festival di Cannes e l'European Film Award per la miglior sceneggiatura agli European Film Award per Ritratto della giovane in fiamme, film nel quale torna a dirigere Adèle Haenel.  Candidato ai Golden Globe 2020 come miglior film straniero, nella classifica pubblicata dalla rivista del British Film Institute Sight & Sound aggiornata a dicembre 2022, Ritratto della giovane in fiamme è stato votato come il 30º più grande film mai realizzato nella storia del cinema, il posizionamento più alto fra i film usciti negli anni 2010. Grazie a questa pellicola inoltre, Sciamma si è aggiudicata la Queer Palm, diventando la prima donna ad aver ottenuto tale riconoscimento.
Nel 2021 dirige il suo quinto lungometraggio Petite Maman. Presentato in anteprima alla 71ª edizione del Festival di Berlino, il film ha vinto il premio come miglior film alla 19ª edizione di Alice nella città. Sempre nello stesso anno è co-sceneggiatrice, insieme a Jacques Audiard e a Léa Mysius, del lungometraggio Parigi, 13Arr., diretto dallo stesso Audiard. Nel cast del film ritrova Noémie Merlant, già protagonista del film acclamato dalla critica Ritratto della giovane in fiamme. Nel 2023 Sciamma e Merlant tornano a lavorare insieme per il film Les Femmes au balcon, seconda opera da regista di Merlant di cui Sciamma ha curato la sceneggiatura.
Nel 2022 dirige il suo secondo cortometraggio This is how a child becomes a poet, dedicato alla poetessa italiana Patrizia Cavalli e girato nel suo appartamento romano prima dello svuotamento. Il corto è stato presentato nel 2023, in anteprima e come evento speciale, alla 20ª edizione delle Giornate degli Autori, di cui Sciamma era stata Presidente di giuria l'anno precedente. Si tratta di un lavoro indipendente auto-prodotto dalla stessa regista.

## Vita privata
Sciamma è dichiaratamente lesbica, ed è stata legata sentimentalmente all'attrice Adèle Haenel, conosciuta sul set del suo film d'esordio Water Lilies. Haenel aveva reso pubblica la loro relazione durante il suo discorso di ringraziamenti per il Premio César per la migliore attrice non protagonista nel 2014 per il film Suzanne. Sciamma ha più volte dichiarato di aver scritto per Haenel la sceneggiatura di Ritratto della giovane in fiamme. La relazione sentimentale si è esaurita prima della realizzazione del film, ma le due sono rimaste comunque in buoni rapporti.
Si è dichiarata femminista, e nel 2018 è fra le co-fondatrici de il Collectif 50/50, un'associazione promotrice dell'uguaglianza di uomini e donne, nonché dell'inclusione della diversità sessuale e di genere nell'industria cinematografica e audiovisiva.

## Filmografia

### Regista

#### Lungometraggi
- Naissance des pieuvres (2007)
- Tomboy (2011)
- Diamante nero (Bande de filles) (2014)
- Ritratto della giovane in fiamme (Portrait de la jeune fille en feu) (2019)
- Petite Maman (2021)

#### Cortometraggi
- Pauline (2010)
- This is how a child becomes a poet (2023)

### Sceneggiatrice
- Les premières communions (2004) - cortometraggio
- Cache ta joie (2006) - cortometraggio
- Naissance des pieuvres (2007)
- Ivory Tower (2010)
- Tomboy (2011)
- Les Revenants (2012) - serie TV
- Diamante nero (Bande de filles) (2014)
- Quando hai 17 anni (Quand on a 17 ans), regia di André Téchiné (2016)
- La mia vita da Zucchina (Ma vie de Courgette), regia di Claude Barras (2016)
- Ritratto della giovane in fiamme (Portrait de la jeune fille en feu) (2019)
- Petite Maman (2021)
- Parigi, 13Arr. (Les Olympiades), regia di Jacques Audiard (2021)
- Le donne al balcone - The Balconettes (Les Femmes au balcon), regia di Noémie Merlant (2024)

## Premi
- Prix de la jeunesse (Naissance des pieuvres), Festival du film de Cabourg (2007)
- Premio Louis-Delluc (Naissance des pieuvres) (2007)
- Teddy du jury (Tomboy), Festival internazionale del cinema di Berlino (2011)
- Prix Jaques Prévert nella categoria di "Migliore Sceneggiatura" (Tomboy) (2012)
- Miglior Film (Bande de fille), Festival del cinema di Stoccolma (2014)[17]
- Prix du scénario (Ritratto di una donna in fiamme), Festival di Cannes (2019)
- FRED Award assegnato da FRED Film Radio [18]